# Maurizio David
Maurizio David ist ein ehemaliger italienischer Skeletonfahrer.
Der größte Erfolg in seiner sportlichen Karriere war der Gewinn der Bronzemedaille hinter Gert Elsässer und Franz Kleber bei der zweiten Skeleton-Europameisterschaft im Jahr 1982 in Königssee.